# Людвиг Георг (маркграф Баден-Бадена)
Лю́двиг Гео́рг Зи́мперт Ба́денский (нем. Ludwig Georg Simpert von Baden), прозвище Охотник Луи (нем. Jägerlouis; 7 июня 1702, Эттлинген — 22 октября 1761, Раштатт) — принц из дома Церингенов, маркграф Баден-Бадена с 1707 по 1761 год. Первые 20 лет его регентом была его мать Сибилла Саксен-Лауэнбургская.

## Биография
Людвиг Георг родился в замке Эттлингена и был сыном Людвига Вильгельма, маркграфа Баден-Бадена и его жены, Сибиллы Саксен-Лауэнбургской. Будучи наследным принцем Баден-Бадена с рождения, после смерти своего отца в 1707 году он стал маркграфом Баден-Бадена в возрасте четырёх лет. Его мать была регентом Баден-Бадена до его совершеннолетия, которое наступило 22 октября 1727 года в возрасте 25 лет .
В возрасте 16 лет молодой принц был влюблён в Марию Лещинскую, дочь бывшего короля Польши, но паре не суждено было пожениться. Мария позже вышла замуж за короля Франции Людовика XV. Его сестра Августа впоследствии жила при французском дворе, выйдя замуж за Людовика Орлеанского, внука врага их отца Людовика XIV.
Летом 1720 года он и его мать отправились в Прагу, где он познакомился со своей будущей супругой (первой из двух) в замке Глубока-над-Влтавоу. В невесты ему выбрали Марию Анну Шварценбергскую (1706—1755), дочь принца Адама Франца Шварценбергского и Элеоноры Шварценбергской. Его мать отправилась в Вену, чтобы получить разрешение на брак у императора Священной Римской империи Карла VI. Разрешение было предоставлено, и он женился на Марии Анне 8 апреля 1721 года в Крумловском замке. На свадьбу его мать подарила сыну свой охотничий домик во Фремерсберге.
У супругов родилось четверо детей, из которых лишь старшая дочь достигла совершеннолетия:
- Елизавета Августа (16 марта 1726 — 7 января 1789), с 2 февраля 1755 года замужем за Михаилом Венцелем, графом Атланн; детей не было.
- Карл Людвиг Дамиан (25 августа 1728 — 6 июля 1734), наследный принц Баден-Бадена
- Людвиг Георг (11 августа 1736 — 11 августа 1737), наследный принц Баден-Бадена
- Иоганна (28 апреля 1737 — 29 апреля 1737)

После смерти Марии Анны в 1755 году он женился 10 июля 1755 года на Марии Анне Йозефе Баварской (1734—1776). Она была дочерью императора Священной Римской империи Карла VII и его австрийской жены Марии Амалии. Второй брак остался бездетным.
Благодаря его матери Баден-Баден снова стал процветающим государством, после того, как было разорено французами во время брака его родителей в 1690-х годах. Сибилла Саксен-Лауэнбургская бережно обращалась с финансами, государственные долги были погашены, а личное состояние Людвига Георга значительно возросло. Его мать удалилась в замок Эттлингена, где умерла в 1733 году.
Будучи сыном известного генерала, Людвиг Георг испытывал особую страсть к охоте, его даже прозвали «Охотником Луи».
Людвиг Георг с 1707 по 1731 год был королевским полковником 4-го окружного пехотного полка Швабского округа, но во время Войны за польское наследство он охотился в своих владениях в Богемии. Он вернулся только после того, как в 1735 году в Вене был заключён предварительное перемирие по Венскому договору.
Он умер в замке Раштатта в октябре 1761 года в возрасте 59 лет. Поскольку у него не было наследника, следующим маркграфом стал его брат Август Георг, у которого также не было наследника мужского пола. Он был похоронен в коллегиальной церкви Баден-Бадена рядом со своей первой женой. Мария Анна Йозефа удалилась в Мюнхен, где она умерла в 1776 году и была похоронена в Театинеркирхе.
Со смертью бездетной дочери Елизаветы Августы в 1789 году род Людвига Георга прервался.